# Herrschaft Berg (Niederösterreich)
Die Herrschaft Berg war eine Grundherrschaft im Viertel ober dem Wienerwald im Erzherzogtum Österreich unter der Enns, dem heutigen Niederösterreich.

## Ausdehnung
Die Herrschaft umfasste zuletzt die Ortsobrigkeit über Berg (bei Weinzierl). Der Sitz der Verwaltung befand sich im Ort. Die Gerichtspflege besorgte die Herrschaft Weinzierl zu Perzlhof.

## Geschichte
Letzter Inhaber der Pfarrherrschaft war Pfarrer Alexander Holz. Nach den Reformen 1848/1849 wurde die Herrschaft aufgelöst.